# نيكولاس بودمان
نيكولاس بودمان (بالإنجليزية: Nicholas Cleaveland Bodman)‏ هو لغوي أمريكي، ولد في 27 يوليو 1913 في شيكاغو في الولايات المتحدة، وتوفي في 29 يونيو 1997 في نورثفيلد في الولايات المتحدة.